# Brian Marsden (sztangista)
Brian Michael Marsden (ur. 29 września 1947 w Masterton) – nowozelandzki sztangista, olimpijczyk, dwukrotny reprezentant (1972, 1976) letnich igrzysk olimpijskich. 
Medalista igrzysk Wspólnoty Narodów w 1974 oraz w 1978.